# Messápia
Le dème des Messapiens (en grec : Δήμος Μεσσαπίων, Dhimos Messapíon), souvent appelé Messápia (Μεσσάπια), est une municipalité du centre-nord de l'île d'Eubée, en Grèce, située dans la vallée de Messápia, d'où son nom.
Le bourg principal de la municipalité est Psachná.
La commune est traversée par le fleuve Messapios (Messapien).
Le dème a fusionné avec celui des Dirfyens dans le cadre du programme Kallikratis, prenant le nom de dème de Dírfys-Messápia, avec pour siège Psachná.